# Persecuzione dei neri nella Germania nazista
La persecuzione dei neri nella Germania nazista non fece parte di un programma organizzato di sterminio di massa come nel caso di ebrei, omosessuali, rom e slavi, ma i neri erano comunque considerati una razza inferiore e quindi soggetti alle leggi di Norimberga. È provato che almeno due dozzine di tedeschi neri finirono nei campi di concentramento in Germania.

## Contesto storico

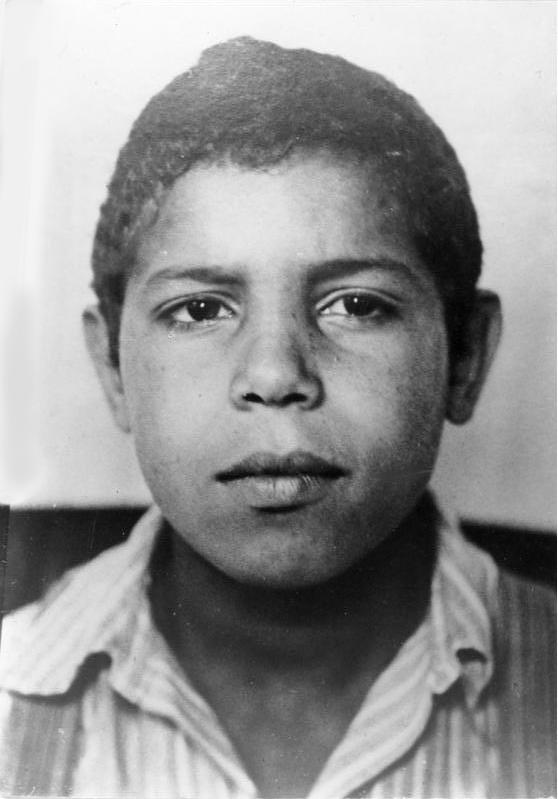
Giovane renano classificato come bastardo ed ereditariamente inadatto dal regime nazista.

Già prima degli eventi della seconda guerra mondiale, in Germania si è discusso dei cittadini tedeschi di razza mista africana. Sebbene all'epoca i matrimoni misti fossero legali, a partire dal 1890 alcuni funzionari coloniali iniziarono a rifiutarsi di registrarli, adducendo a sostegno della loro decisione argomenti eugenetici sulla presunta inferiorità dei figli di razza mista. Nel 1912 questa prassi diventò ufficiale in molte colonie tedesche e si aprì un dibattito nel Reichstag sull'effettiva legalità dei divieti di matrimonio misto: una delle principali preoccupazioni sollevate nel corso del dibattito fu che i figli di razza mista avrebbero avuto la cittadinanza tedesca e sarebbero quindi potuti tornare in Germania con gli stessi diritti di voto, di servizio militare e di accesso alle cariche pubbliche dei tedeschi etnici purosangue.
Dopo la prima guerra mondiale le forze di occupazione francesi portarono in Renania le truppe coloniali africane, alcuni soldati delle quali avevano avuto figli con donne tedesche. Le campagne giornalistiche contro l'impiego di queste truppe si concentrarono su questi bambini, soprannominati "bastardi della Renania" (in tedesco Rheinlandbastarde), spesso con storie luride di soldati africani incivili che violentavano donne tedesche innocenti, il cosiddetto "orrore nero sul Reno". In Renania l'opinione locale era però molto diversa, tanto che essi venivano descritti come "cortesi e spesso benvoluti", forse perché i soldati coloniali nutrivano meno rancore nei confronti dei tedeschi rispetto agli occupanti francesi etnici stanchi della guerra. Mentre le successive discussioni sui bambini afro-tedeschi ruotarono intorno a questi "bastardi della Renania", da tali unioni nacquero solo 400-600 bambini (all'epoca la popolazione nera presente in Germania ammontava a 20.000-25.000 persone).
Nel Mein Kampf Hitler descrisse i figli nati dai matrimoni con i soldati africani di occupazione come una contaminazione della razza bianca "con il sangue negro sul Reno, nel cuore dell'Europa". Pensava che "gli ebrei fossero responsabili di aver portato i negri in Renania, con l'idea finale di imbastardire la razza bianca che essi odiano e di abbassare così il suo livello culturale e politico in modo che l'ebreo potesse dominare", insinuando anche che si trattasse di un complotto francese, dato che la popolazione francese si stava sempre più "negrizzando".

## Programma di sterilizzazione della Renania
Il solo criterio razziale non era sufficiente per arrivare alla sterilizzazione forzata, secondo le leggi eugenetiche del Terzo Reich. I bambini di razza mista nati durante l'occupazione stavano per raggiungere l'età adulta nel 1937, quando, con l'approvazione di Hitler, fu creata una speciale commissione della Gestapo incaricata di "sterilizzare in modo discreto i bastardi della Renania". Non è chiaro quanto questi minori fossero realmente informati delle procedure o quanti genitori acconsentissero solo per la pressione della Gestapo: si stima che circa 500 bambini siano stati sterilizzati nell'ambito di questo programma, comprese le bambine di undici anni.

## Vita quotidiana
Al di là del programma di sterilizzazione obbligatoria in Renania, non ci fu una politica nazista coerente nei confronti degli afro-tedeschi. In un caso, quando i funzionari locali chiesero indicazioni su come gestire un afro-tedesco che non riusciva a trovare lavoro, fu risposto che la popolazione era troppo esigua per giustificare la formulazione di una linea politica ufficiale, e furono invitati a risolvere il caso come meglio potevano.
A causa del sentore comune dell'epoca, i neri tedeschi subirono discriminazioni nell'occupazione, nell'assistenza sociale e negli alloggi, e fu loro vietato di proseguire gli studi superiori. Furono isolati socialmente e in seguito all'approvazione delle leggi razziali fu loro proibito di avere relazioni sessuali e di contrarre matrimoni con gli ariani. Vennero collocati in fondo alla scala razziale dei non ariani, insieme agli ebrei, agli slavi e ai rom.
Alcuni neri riuscirono a lavorare come comparse nei film sulle colonie africane, altri furono assunti per la Mostra sull'Africa tedesca, l'esibizione di uno zoo umano in tournée tra il 1937 e il 1940.

## Nelle forze armate
La legge sul servizio obbligatorio del 21 maggio 1935 limitava il servizio militare ai soli "ariani", ma si verificarono diversi casi documentati di afro-tedeschi che prestarono servizio nella Wehrmacht o che furono accettati nelle organizzazioni naziste come la Gioventù hitleriana.
La Legione dei volontari francesi contro il bolscevismo (in francese Légion des volontaires français contre le bolchévisme, LVF), inviata sul fronte orientale aggregata alla Wehrmacht, comprendeva inizialmente circa 200 volontari non bianchi, provenienti principalmente dall'Africa Francese del Nord. L'afflusso di volontari stranieri durante la campagna nordafricana portò anche alla presenza di alcuni neri nella Wehrmacht in unità distaccate come la Legione araba libera.

## Prigionieri di guerra non tedeschi

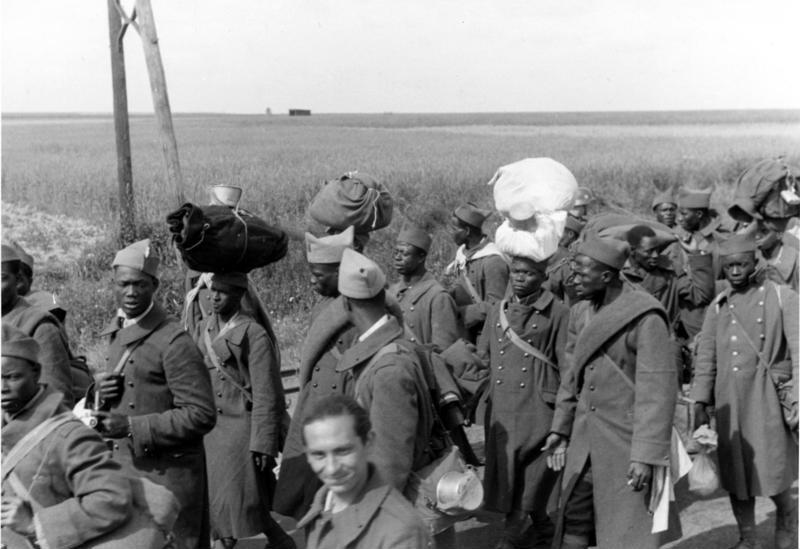
Prigionieri di guerra neri dell'Africa francese, catturati nel 1940.

L'esercito francese fece largo uso di soldati africani durante la battaglia di Francia del maggio-giugno 1940, e 120.000 furono catturati; la maggior parte proveniva dall'Africa occidentale francese e dal Madagascar. Sebbene non fossero stati emessi ordini governativi riguardanti i prigionieri di guerra neri, alcuni comandanti tedeschi li separarono dal resto delle unità francesi catturate per l'esecuzione sommaria di loro iniziativa. Esistono anche casi documentati di soldati afroamericani appartenenti all'esercito degli Stati Uniti che subirono lo stesso destino.
In assenza di una politica ufficiale, il trattamento poteva essere assai vario e la maggior parte dei soldati neri catturati venivano imprigionati piuttosto che giustiziati. La violenza contro di essi non fu mai perseguita dalle autorità naziste; nei campi erano tenuti segregati dai bianchi e in genere vivevano in condizioni più dure. Le loro condizioni peggiorarono ulteriormente negli ultimi giorni di guerra: circa la metà dei prigionieri di guerra coloniali francesi non sopravvisse alla prigionia. I gruppi come i nordafricani venivano trattati a volte come neri e a volte come bianchi.

### Approfondimenti
- Michèle Maillet, L'Etoile noire, Oh! Editions, 1990, ISBN 978-2915056426.
- (EN) Hans Massaquoi, Destined to Witness: Growing Up Black in Nazi Germany, New York, HarperCollins, 2001, ISBN 0-06-095961-4.